# Turn It Up (canção de Wanessa Camargo)
Turn It Up é uma canção da cantora pop brasileira Wanessa Camargo, com a parceria do rapper americano Soulja Boy lançado como terceiro single de seu segundo DVD DNA Tour.

## Recepção da crítica
A recebeu avaliações mistas. O portal Omega Hitz foi positivo e disse que a canção prometia "ser mais um hit" e que Wanessa estava colhendo os bons frutos de suas canções para as pistas de dança. Luiz Belineli do Papel Pop disse que a faixa era "um hit pronto para as pistas" e elogiou o fato da produção trazer elementos brasileiros como o berimbau. Édipo Barreto do site Que Delicia, Né Gente? disse: "Seu pop pode não ser a coisa mais inovadora do mundo, mas é equivalentemente bom ao de muitas cantoras gringas e, sem dúvida, com uma produção anos-luz à frente de colegas brasileiras", e concluiu: O DNA, álbum completamente em inglês lançado em 2011, cuja turnê virou DVD no começo deste ano, já mostrava mostrava seu potencial e agora, com o lançamento do single inédito "Turn It Up", parece continuar nos trilhos certos.
Porém a canção também recebeu algumas avaliações negativas. Guilherme Tintel declarou que, apesar da intenção de Wanessa ser boa, a parceria com o produtor Mister Jam estava desgastada e limitava-se ao mesmo gênero de música eletrônica sempre, comparando com a parceria entre Britney Spears e o produtor Dr. Luke. O crítico ainda disse que a cantora é talentosa, como havia mostrado em trabalhos anteriores, porém "Turn It Up" era genérica e "sua empreitada pelo mercado pop vai continuar soando bem errada enquanto ela não deixar de fazer releituras pra todas essas "mesmices" que já ouvimos com outras cantoras". Aline Correia do Portal MPM se restringiu a dizer que a canção era uma "farofa". 

## Promoção
Para a divulgação da música, Wanessa fez performance da música em shows, tendo a canção na "tracklist" da segunda parte da DNA Tour, e em programas de TV, como Legendários e Domingo da Gente da Rede Record e no Domingo Legal e Eliana no SBT.

## Vídeo musical
O vídeo foi dirigido por Andie Fonseca em 4 de fevereiro de 2014. O lançamento ocorreu de 24 de março, sendo postado em seguida no YouTube no canal oficial da cantora no VEVO. Com temas "coloridos", o vídeo é urbano trazendo cenários em discoteca e elementos de dança da capoeira.

## Faixas e formatos
| Download digital |                                 |                                                     |         |  |
| N.º              | Título                          | Compositor(es)                                      | Duração |  |
| 1.               | "Turn It Up" (feat. Soulja Boy) | Fabianno Almeida Ali Pierre Gaschani DeAndre Cortez | 3:43    |  |

## Histórico de lançamento
"Turn It Up" foi comercializado digitalmente, sendo liberado primeiramente em 20 de novembro de 2013, nos Estados Unidos, e depois em 25 de novembro de 2013, no Brasil e em Portugal.
| País   | Data                   | Formato          | Gravadora  |
| ------ | ---------------------- | ---------------- | ---------- |
| Brasil | 25 de novembro de 2013 | Download digital | Sony Music |